# Wicko (Pommeren)
Wicko is een dorp in het Poolse woiwodschap Pommeren, in het district Lęborski. De plaats maakt deel uit van de gemeente Wicko en telt 690 inwoners.